# 7295 Brozovic
7295 Brozovic je planetoid nazvan po hrvatskoj astronomkinji Marini Brozović koji se nalazi u glavom planetoidskom pojasu i giba se oko Sunca po eliptičnoj putanji s udaljenošću afela 2,25 i perihela 1,89 astronomskih jedinica. Otkriven je 1992. Osim podataka o putanji, o samom planetoidu se malo zna.